# Droga wojewódzka 604
Die Droga wojewódzka 604 (DW 604) ist eine 39 Kilometer lange Woiwodschaftsstraße im Süden der polnischen Woiwodschaft Ermland-Masuren. Sie führt in West-Ost-Richtung von Nidzica (deutsch Neidenburg) im Powiat Nidzicki (Kreis Neidenburg) nach Wielbark (Willenberg) im Powiat Szczycieński (Kreis Ortelsburg) und verbindet mit der Anschlussstelle Nidzica-Północ (Neidenburg Nord) die Schnellstraße 7 (auch Europastraße 77) mit der Landesstraße 57 (frühere deutsche Reichsstraße 128) bzw. die Woiwodschaftsstraßen 538, 545 und die 508 miteinander.

## Streckenverlauf

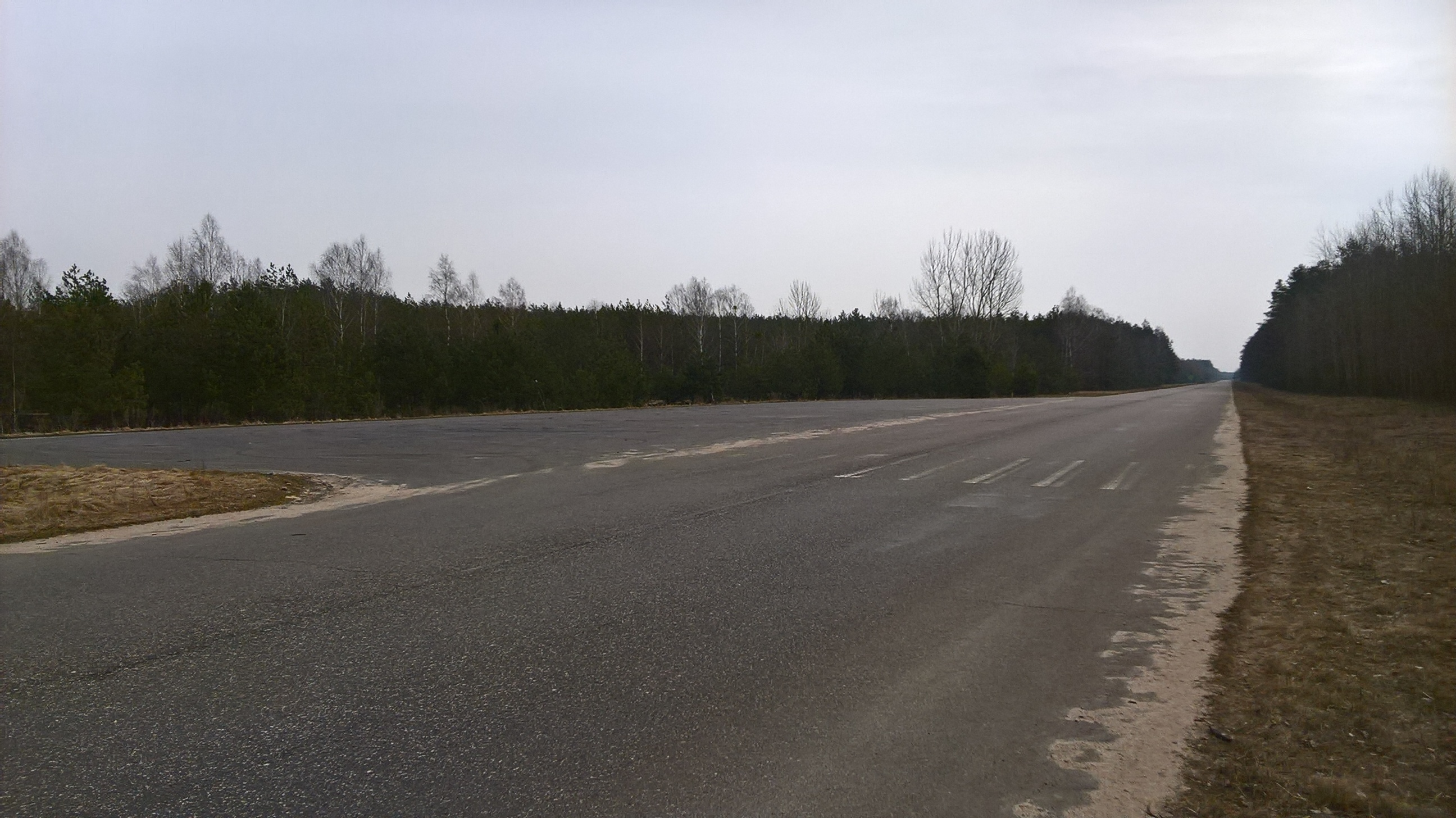
Flugzeuglandeplatz mit Abstellfläche auf der Droga wojewódzka 604 zwischen Ruskowo und Przeździęk Wielki

Woiwodschaft Ermland-Masuren
Powiat Nidzicki:
- Nidzica-Północ (S 7/E 77)
- Nidzica (Neidenburg) (DW 538/DW 545)
- Robaczewo (Robertshof)
- Grzegórzki (Gregersdorf)
- Módłki (Modlken/Moddelkau)
- Muszaki (Muschaken)
- Jagarzewo (Jägersdorf)
- Puchałowo (Puchallowen/Windau)
- Ruskowo (Reuschwerder)

Powiat Szczycieński:
- Przeździęk Wielki (Groß Przesdzienk/Groß Dankheim)
- Wielbark (Willenberg)